# 謝有温
謝有溫（1935年9月20日—2006年），澎湖縣安宅人，台灣軍人、政治人物。1977年至1985年擔任澎湖縣第八及九屆澎湖縣縣長（民選）。中國國民黨籍。

## 生平
謝有溫父系祖先祖籍福建同安，於明末移民定居澎湖，其父親以軍區技工維生。謝有温出生於日治時期，小時生活困苦。後來以公費完成初、高中教育。
1955年，謝有溫響應總統蔣中正「號召青年從軍報國的義行」，放棄海事人員特考及格的待遇，投筆從戎進入政工幹校，於政工幹校第五期畢業。歷任連級少尉幹事、指導員、營輔導長，團級以上參謀、主任、處長、上校副處長兼政戰主任等職。曾於澎湖團管區及港區檢查處任職。曾獲忠誠、寶星、景風、弼亮、金甌、陸光等勳章獎座，當選國軍第六屆政戰楷模及陸軍第六屆優秀政戰幹部。
1977年5月，謝有溫辦理停役競選，與陳癸淼爭取國民黨第八屆澎湖縣長選舉提名，當時從縣黨部到中央黨部提名小組皆支持陳癸淼，唯到中常會核定時，時任參謀總長宋長志認為澎湖軍事地理特殊，應由軍方背景者出任縣長，遂使謝有溫獲得提名。8月謝有溫獲國民黨中央提名為縣長參選人，同年在無競爭對手情況下當選。12月20日就任第八屆澎湖縣縣長。

## 外部連結
- 謝有溫 （页面存档备份，存于），澎湖島嶼生活記憶。

| 政府职务      | 政府职务                                          | 政府职务 |
| ------------- | ------------------------------------------------- | -------- |
| 澎湖縣政府    |                                                   |          |
| 前任： 呂安德 | 澎湖縣縣長 第8-9屆 1977年12月20日－1985年12月20日 | 歐堅壯   |